# Louis Fenton
Louis Ferenc Puskas Fenton (ur. 3 kwietnia 1993 w Wellington) – nowozelandzki piłkarz pochodzenia węgierskiego występujący na pozycji prawego obrońcy w nowozelandzkim klubie Wellington Phoenix.

## Kariera klubowa

### Team Wellington
1 lipca 2011 podpisał kontrakt z klubem Team Wellington. Zadebiutował 23 października 2011 w meczu New Zealand Premiership przeciwko Southern United (2:0). Pierwszą bramkę zdobył 15 stycznia 2012 w meczu ligowym przeciwko Hawke’s Bay United (2:6), w którym zdobył cztery bramki. W sezonie 2011/12 jego zespół zajął drugie miejsce w tabeli zdobywając wicemistrzostwo Nowej Zelandii.

### Wellington Phoenix
19 września 2012 przeszedł do drużyny Wellington Phoenix. Zadebiutował 6 października 2012 w meczu A-League przeciwko Sydney FC (2:0), w którym zdobył swoją pierwszą bramkę.

### Team Wellington
13 września 2017 podpisał kontrakt z zespołem Team Wellington. Zadebiutował 5 listopada 2017 w meczu New Zealand Premiership przeciwko Hawke’s Bay United (1:1). Pierwszą bramkę zdobył 7 stycznia 2018 w meczu ligowym przeciwko Wellington Phoenix Reserves (4:1).

### Wellington Phoenix
1 lipca 2018 przeszedł do klubu Wellington Phoenix. Zadebiutował 21 października 2018 w meczu A-League przeciwko Newcastle United Jets (2:1). Pierwszą bramkę zdobył 15 grudnia 2018 w meczu ligowym przeciwko Central Coast Mariners (2:0).

## Kariera reprezentacyjna

### Nowa Zelandia U-20
W 2013 roku otrzymał powołanie do reprezentacji Nowej Zelandii U-20. Zadebiutował 21 marca 2013 w meczu fazy grupowej Mistrzostw Oceanii U-20 2013 przeciwko reprezentacji Papui-Nowej Gwinei U-20 (0:5), w którym zdobył dwie bramki. 21 maja 2013 otrzymał powołanie na Mistrzostwa Świata U-20 2013. Na Mundialu U-20 2013 zadebiutował 23 czerwca 2013 w meczu fazy grupowej przeciwko reprezentacji Uzbekistanu U-20 (0:3).

### Nowa Zelandia U-23
W 2012 roku otrzymał powołanie do reprezentacji Nowej Zelandii U-23. Zadebiutował 16 marca 2012 w meczu fazy grupowej eliminacji OFC na Igrzyska Olimpijskie 2012 przeciwko reprezentacji Papui-Nowej Gwinei U-23 (1:0). Pierwszą bramkę zdobył 21 marca 2012 w meczu eliminacji OFC na Igrzyska Olimpijskie 2012 przeciwko reprezentacji Tonga U-23 (0:10).

### Nowa Zelandia
W 2013 roku otrzymał powołanie do reprezentacji Nowej Zelandii. Zadebiutował 20 listopada 2013 w finale baraży interkontynentalnych o awans na Mistrzostwa Świata w Piłce Nożnej 2014 przeciwko reprezentacji Meksyku (2:4).

## Statystyki

### Klubowe
(aktualne na dzień 13 marca 2021)
| Klub                        | Sezon              | Liga                    | Liga  | Liga   | Puchar kraju | Puchar kraju | Suma  | Suma   |
| Klub                        | Sezon              | Liga                    | Mecze | Bramki | Mecze        | Bramki       | Mecze | Bramki |
| --------------------------- | ------------------ | ----------------------- | ----- | ------ | ------------ | ------------ | ----- | ------ |
| Team Wellington             | 2011/12            | New Zealand Premiership | 12    | 8      | 0            | 0            | 12    | 8      |
| Team Wellington             | Ogólnie            | Ogólnie                 | 12    | 8      | 0            | 0            | 12    | 8      |
| Wellington Phoenix          | 2012/13            | A-League                | 25    | 3      | 0            | 0            | 25    | 3      |
| Wellington Phoenix          | 2013/14            | A-League                | 10    | 0      | 0            | 0            | 10    | 0      |
| Wellington Phoenix          | 2014/15            | A-League                | 22    | 0      | 0            | 0            | 22    | 0      |
| Wellington Phoenix          | 2015/16            | A-League                | 19    | 1      | 0            | 0            | 19    | 1      |
| Wellington Phoenix          | 2016/17            | A-League                | 7     | 0      | 0            | 0            | 7     | 0      |
| Wellington Phoenix          | Ogólnie            | Ogólnie                 | 83    | 4      | 0            | 0            | 83    | 4      |
| Wellington Phoenix Reserves | 2016/17            | New Zealand Premiership | 4     | 0      | 0            | 0            | 4     | 0      |
| Wellington Phoenix Reserves | Ogólnie            | Ogólnie                 | 4     | 0      | 0            | 0            | 4     | 0      |
| Team Wellington             | 2017/18            | New Zealand Premiership | 6     | 1      | 0            | 0            | 6     | 1      |
| Team Wellington             | Ogólnie            | Ogólnie                 | 6     | 1      | 0            | 0            | 6     | 1      |
| Wellington Phoenix Reserves | 2018/19            | New Zealand Premiership | 1     | 0      | 0            | 0            | 1     | 0      |
| Wellington Phoenix Reserves | Ogólnie            | Ogólnie                 | 1     | 0      | 0            | 0            | 1     | 0      |
| Wellington Phoenix          | 2018/19            | A-League                | 22    | 3      | 0            | 0            | 22    | 3      |
| Wellington Phoenix          | 2019/20            | A-League                | 8     | 0      | 0            | 0            | 8     | 0      |
| Wellington Phoenix          | 2020/21            | A-League                | 9     | 1      | 0            | 0            | 9     | 1      |
| Wellington Phoenix          | Ogólnie            | Ogólnie                 | 39    | 4      | 0            | 0            | 39    | 4      |
| Ogólnie w karierze          | Ogólnie w karierze | Ogólnie w karierze      | 145   | 17     | 0            | 0            | 145   | 17     |

### Reprezentacyjne
| Reprezentacja      | Rok     | Mecze | Bramki |
| ------------------ | ------- | ----- | ------ |
| Nowa Zelandia U-20 |         |       |        |
| 2013               | 7       | 5     |        |
| Ogólnie            | Ogólnie | 7     | 5      |
| Nowa Zelandia U-23 |         |       |        |
| 2012               | 4       | 3     |        |
| 2013               | 0       | 0     |        |
| 2014               | 0       | 0     |        |
| 2015               | 4       | 0     |        |
| Ogólnie            | Ogólnie | 8     | 3      |
| Nowa Zelandia      |         |       |        |
| 2013               | 1       | 0     |        |
| 2014               | 0       | 0     |        |
| 2015               | 2       | 0     |        |
| 2016               | 4       | 0     |        |
| Ogólnie            | Ogólnie | 7     | 0      |

| Mecze i gole w reprezentacji | Mecze i gole w reprezentacji | Mecze i gole w reprezentacji | Mecze i gole w reprezentacji | Mecze i gole w reprezentacji | Mecze i gole w reprezentacji | Mecze i gole w reprezentacji | Mecze i gole w reprezentacji |
| Nowa Zelandia U-20           | Nowa Zelandia U-20           | Nowa Zelandia U-20           | Nowa Zelandia U-20           | Nowa Zelandia U-20           | Nowa Zelandia U-20           | Nowa Zelandia U-20           | Nowa Zelandia U-20           |
| Lp.                          | Data                         | Miejsce                      | Gospodarz                    | Gość                         | Wynik                        | Gol                          | Rozgrywki                    |
| ---------------------------- | ---------------------------- | ---------------------------- | ---------------------------- | ---------------------------- | ---------------------------- | ---------------------------- | ---------------------------- |
| 1.                           | 21.03.2013                   | Lautoka                      | Papua-Nowa Gwinea U-20       | Nowa Zelandia U-20           | 0:5                          | Gol · Gol                    | Mistrzostwa OFC U-20 2013    |
| 2.                           | 25.03.2013                   | Lautoka                      | Nowa Zelandia U-20           | Nowa Kaledonia U-20          | 3:2                          | Gol                          | Mistrzostwa OFC U-20 2013    |
| 3.                           | 27.03.2013                   | Lautoka                      | Nowa Zelandia U-20           | Fidżi U-20                   | 4:0                          | Gol                          | Mistrzostwa OFC U-20 2013    |
| 4.                           | 10.06.2013                   | Wollongong                   | Australia U-20               | Nowa Zelandia U-20           | 5:0                          |                              | Mecz towarzyski              |
| 5.                           | 23.06.2013                   | Bursa                        | Nowa Zelandia U-20           | Uzbekistan U-20              | 0:3                          |                              | MŚ U-20 2013                 |
| 6.                           | 26.06.2013                   | Bursa                        | Nowa Zelandia U-20           | Urugwaj U-20                 | 0:2                          |                              | MŚ U-20 2013                 |
| 7.                           | 29.06.2013                   | Bursa                        | Chorwacja U-20               | Nowa Zelandia U-20           | 2:1                          | Gol                          | MŚ U-20 2013                 |
| Nowa Zelandia U-23           |                              |                              |                              |                              |                              |                              |                              |
| Lp.                          | Data                         | Miejsce                      | Gospodarz                    | Gość                         | Wynik                        | Gol                          | Rozgrywki                    |
| 1.                           | 16.03.2012                   | Taupō                        | Nowa Zelandia U-23           | Papua-Nowa Gwinea U-23       | 1:0                          |                              | el. IO 2012                  |
| 2.                           | 21.03.2012                   | Taupō                        | Tonga U-23                   | Nowa Zelandia U-23           | 0:10                         | Gol · Gol                    | el. IO 2012                  |
| 3.                           | 23.03.2012                   | Taupō                        | Nowa Zelandia U-23           | Vanuatu U-23                 | 3:2                          | Gol                          | el. IO 2012                  |
| 4.                           | 25.03.2012                   | Taupō                        | Fidżi U-23                   | Nowa Zelandia U-23           | 0:1                          |                              | el. IO 2012                  |
| 5.                           | 03.07.2015                   | Port Moresby                 | Nowa Zelandia U-23           | Wyspy Salomona U-23          | 2:0                          |                              | el. IO 2015                  |
| 6.                           | 05.07.2015                   | Port Moresby                 | Papua-Nowa Gwinea U-23       | Nowa Zelandia U-23           | 0:1                          |                              | el. IO 2015                  |
| 7.                           | 07.07.2015                   | Port Moresby                 | Nowa Kaledonia U-23          | Nowa Zelandia U-23           | 0:5                          |                              | el. IO 2015                  |
| 8.                           | 10.07.2015                   | Port Moresby                 | Nowa Zelandia U-23           | Vanuatu U-23                 | 0:3                          |                              | el. IO 2015                  |
| Nowa Zelandia                |                              |                              |                              |                              |                              |                              |                              |
| Lp.                          | Data                         | Miejsce                      | Gospodarz                    | Gość                         | Wynik                        | Gol                          | Rozgrywki                    |
| 1.                           | 20.11.2013                   | Wellington                   | Nowa Zelandia                | Meksyk                       | 2:4                          |                              | el. MŚ 2014                  |
| 2.                           | 31.03.2015                   | Seul                         | Korea Południowa             | Nowa Zelandia                | 1:0                          |                              | Mecz towarzyski              |
| 3.                           | 12.11.2015                   | Maskat                       | Oman                         | Nowa Zelandia                | 0:1                          |                              | Mecz towarzyski              |
| 4.                           | 28.05.2016                   | Port Moresby                 | Nowa Zelandia                | Fidżi                        | 3:1                          |                              | Puchar Narodów Oceanii 2016  |
| 5.                           | 31.05.2016                   | Port Moresby                 | Vanuatu                      | Nowa Zelandia                | 0:5                          |                              | Puchar Narodów Oceanii 2016  |
| 6.                           | 11.06.2016                   | Port Moresby                 | Papua-Nowa Gwinea            | Nowa Zelandia                | 0:0 k. 2:4                   |                              | Puchar Narodów Oceanii 2016  |
| 7.                           | 11.10.2016                   | Waszyngton                   | Stany Zjednoczone            | Nowa Zelandia                | 1:1                          |                              | Mecz towarzyski              |

## Sukcesy

### Team Wellington
- Wicemistrzostwo Nowej Zelandii (1×): 2011/2012

### Reprezentacyjne

#### Nowa Zelandia U-17
- Mistrzostwa Oceanii U-17 (1×): 2013

#### Nowa Zelandia
- Puchar Narodów Oceanii (1×): 2016

## Życie prywatne
Fenton urodził się w Wellington, w Nowej Zelandii. Jego matka jest Węgierką, a on sam posiada dwa obywatelstwa. Fenton nosi imię na cześć węgierskiego piłkarza Ferenca Puskása.